# 塔佩羅阿 (帕拉伊巴州)

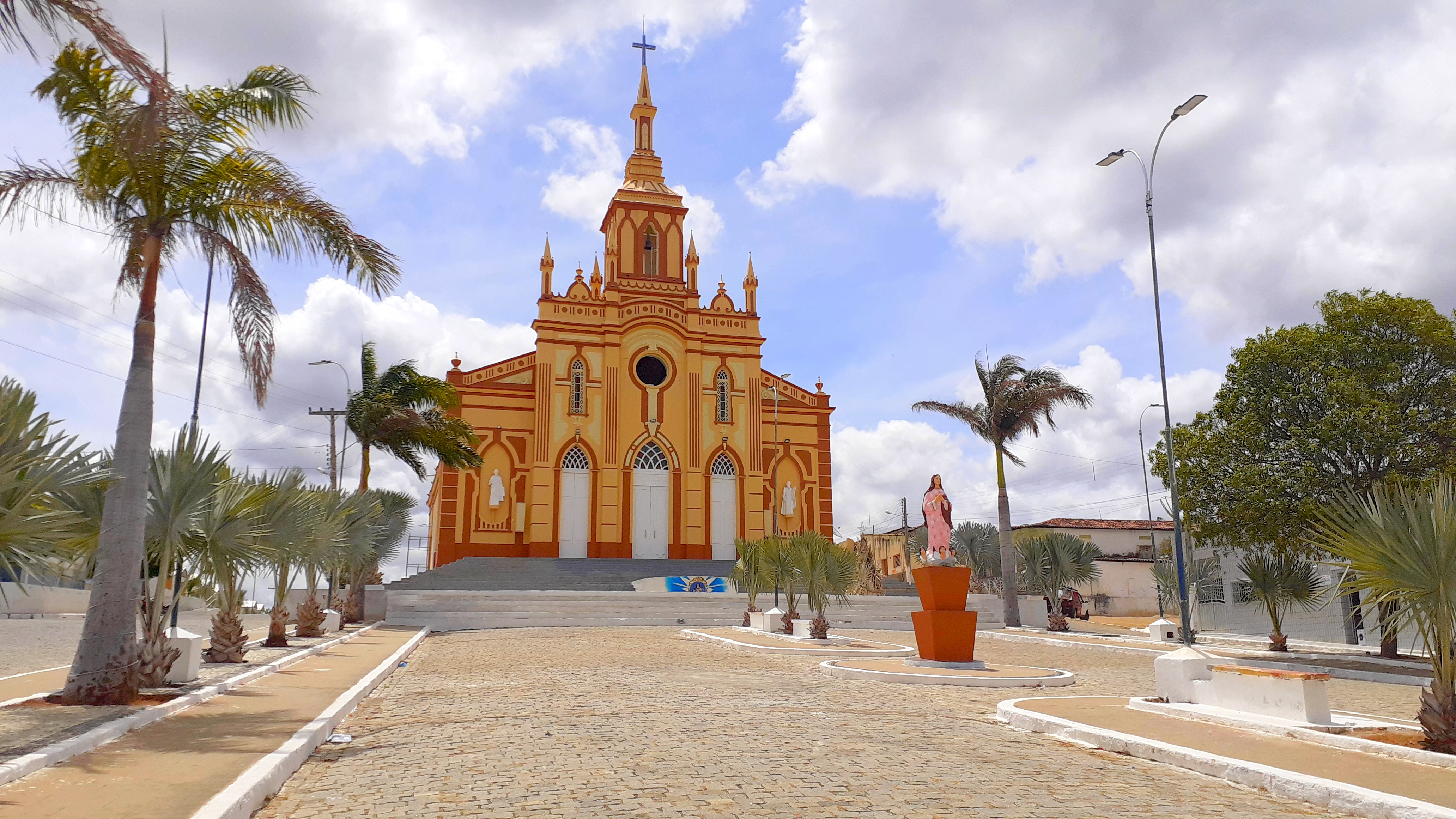
塔佩羅阿

塔佩羅阿（葡萄牙語：Taperoá），是巴西的城鎮，位於該國東北部，由帕拉伊巴州負責管轄，始建於1886年10月6日，面積639.96平方公里，海拔高度532米，2010年人口14,938，人口密度每平方公里23.34人。